# 2021 DQ15
2021 DQ15 est un objet transneptunien probablement en résonance 2:5 avec Neptune. Il a été découvert en 2021, mais a pu être localisé sur des photos remontant à 2007.

## Caractéristiques
2021 DQ15 mesure environ 210 kilomètres de diamètre.